# Oligia subcedens
Oligia subcedens är en fjärilsart som beskrevs av Walker 1856. Oligia subcedens ingår i släktet Oligia och familjen nattflyn. Inga underarter finns listade i Catalogue of Life.